# Regeringen Mark Rutte I

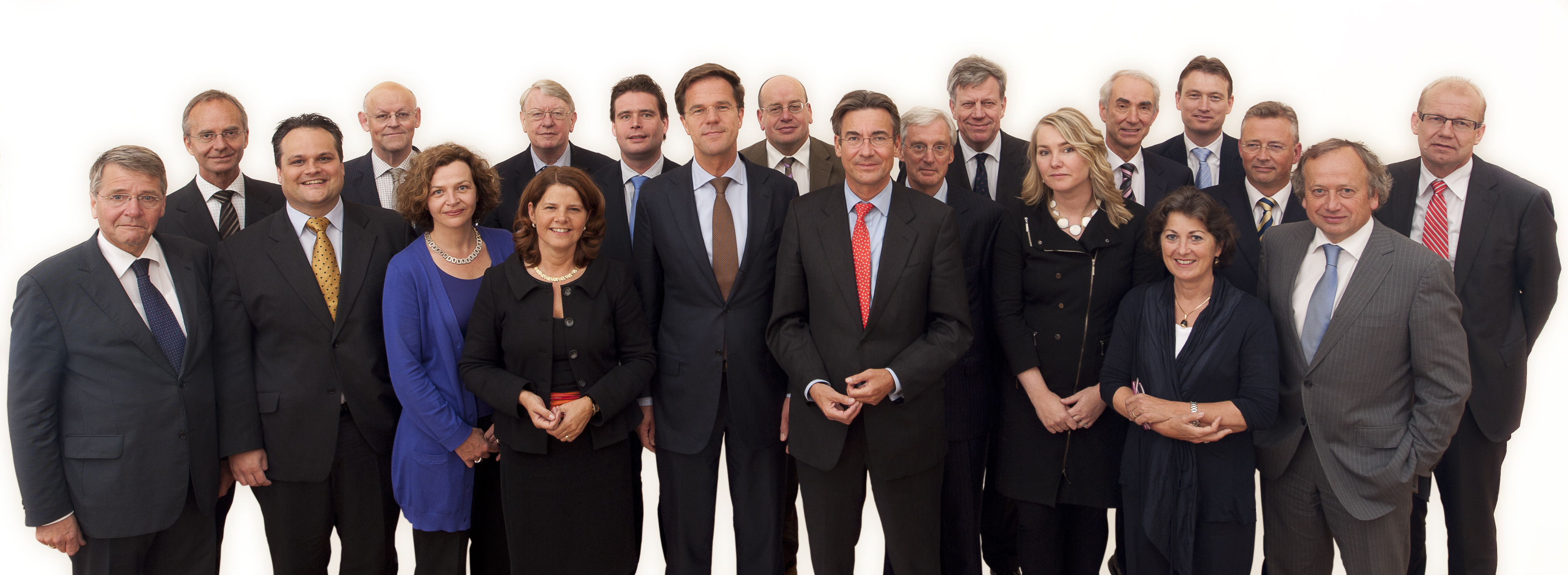
Regeringen Rutte

Regeringen Mark Rutte I även kallad Regeringen Rutte-Verhagen var Nederländernas regering mellan den 14 oktober 2010 och den 5 november 2012.
Regeringen var en koalitionsregering bestående av de liberala Folkpartiet för frihet och demokrati (VVD) och det kristdemokratiska partiet Kristdemokratisk appell (CDA). Regeringen var en minoritetsregering, den första sedan Andra världskriget, men hade parlamentariskt stöd av Frihetspartiet. Regeringen Mark Rutte efterträdde Jan Peter Balkenendes fjärde regering efter parlamentsvalet i Nederländerna 2010 och installerades av Drottning Beatrix den 14 oktober 2010.
På grund av oenighet kring nedskärningar i den nederländska ekonomin, drog emellertid Frihetspartiet tillbaka sitt stöd i april 2012 och den 23 april 2012 lämnade därför Mark Rutte in sin avskedsansökan till drottning Beatrix av Nederländerna. Hans regering fortsatte dock i tjänst till dess att nyval hållits.
Efter parlamentsvalet 2012 avgick regering formellt den 5 november 2012 och ersattes av Regeringen Mark Rutte II
VVD:s partiledare, Mark Rutte var Nederländernas premiärminister och Maxime Verhagen från CDA var vice premiärminister.

## Ministrar
Regeringen bestod av 12 ministrar och 8 biträdande ministrar (statssekreterare). Dessa positioner var fördelade lika mellan koalitionens medlemmar, oavsett deras respektive storlek: Folkpartiet för frihet och demokrati (31 mandat i parlamentet) hade 6 ministrar och 4 statssekreterare, och kristdemokratiska appell (21 mandat) hade även de 6 ministrar och 4 statssekreterare.
| Position                               | Position                        | Ansvariga områden | Namn                                   | Politiskt parti |
| -------------------------------------- | ------------------------------- | --- | -------------------------------------- | --------------- |
| Mark Rutte                             | Premiärminister                 | Generella affärer | Mark Rutte                             | VVD             |
|                                        | Vice premiärminister / Minister | Ekonomiska affärer, jordbruk och innovation                                                                                    | Maxime Verhagen                        | CDA             |
| Liesbeth Spies                         | Minister                        | Inrikes affärer | Liesbeth Spies                         | CDA             |
| Uri Rosenthal                          | Minister                        | Utrikes affärer | Uri Rosenthal                          | VVD             |
| Jan Kees de Jager                      | Minister                        | Finans | Jan Kees de Jager                      | CDA             |
| Ivo Opstelten                          | Minister                        | Säkerhet och justitie | Ivo Opstelten                          | VVD             |
| Hans Hillen                            | Minister                        | Försvar | Hans Hillen                            | CDA             |
| Marja van Bijsterveldt                 | Minister                        | Utbildning, kultur och vetenskap                                                                                               | Marja van Bijsterveldt                 | CDA             |
| Melanie Schultz van Haegen             | Minister                        | Infrastruktur och miljö | Melanie Schultz van Haegen             | VVD             |
| Edith Schippers                        | Minister                        | Hälsa, välfärd och sport | Edith Schippers                        | VVD             |
| Henk Kamp                              | Minister                        | Sociala affärer och arbetsmarknad                                                                                              | Henk Kamp                              | VVD             |
| Gerd Leers                             | Minister utan portfölj          | Minister för Immigration, Integration och Asylfrågor (inom Inrikes frågor)                                                     | Gerd Leers                             | CDA             |
| Ben Knapen                             | Statssekreterare*               | Utrikes frågor (Europeiskt samarbete och bistånd)                                                                              | Ben Knapen                             | CDA             |
| Frans Weekers                          | Statssekreterare                | Finans (skattemässiga frågor, kommunmarknadsminister)                                                                          | Frans Weekers                          | VVD             |
| Fred Teeven                            | Statssekreterare                | Säkerhet och justitie (förebyggande, familjerätt, ungdomsfrågor, upphovsrättslagen)                                            | Fred Teeven                            | VVD             |
| Henk Bleker                            | Statssekreterare                | Ekonomiska affärer, jordbruk och innovation (jordbruk, natur, livsmedelskvalitet, handel, turism, post-frågor)                 | Henk Bleker                            | CDA             |
| Halbe Zijlstra                         | Statssekreterare                | Utbildning, kultur och vetenskap (Högre studier, vetenskap, lärare, kultur)                                                    | Halbe Zijlstra                         | VVD             |
| Joop Atsma                             | Statssekreterare                | Infrastruktur och miljö (Vattenpolicy, miljö, luftfarten)                                                                      | Joop Atsma                             | CDA             |
| Paul de Krom                           | Statssekreterare                | Sociala affärer och arbetsmarknad (arbetslöshetsförsäkringen, jämställdhet, långtidsarbetslösa, fattigdom, hälsa och trygghet) | Paul de Krom                           | VVD             |
| Marlies Veldhuijzen van Zanten-Hyllner | Statssekreterare                | Hälsa, välfärd och sport (vård och omsorg, äldrepolitik, ungdomspolitik, bioteknik)                                            | Marlies Veldhuijzen van Zanten-Hyllner | CDA             |
| Källa: (NOS)                           |                                 | |                                        |                 |